# Bubsy in Fractured Furry Tales
Bubsy in: Fractured Furry Tales — компьютерная игра в жанре платформер для приставки Atari Jaguar, разработанная Imagitec Design Inc. и выпущенная 15 декабря 1994 Atari Corporation.

## Сюжет
В главной роли — рысь по имени Бабси (Bubsy). Он путешествует по цепи детских сказок: в «Алисе в стране чудес» он должен победить сумасшедшего Шляпника, в сказке «Джек и бобовый стебель» — великана, в «Али Баба и 40 разбойников» — джинна, в «20 000 льё под водой» — морского монстра, в карамельной стране — Гензеля и Гретель. После этого он освобождает Матушку Гусыню, в результате чего все сказки приходят в норму.

## Игровой процесс
Игра представляет собой классический платформер. Бабси убивает врагов, прыгая на них, и собирает различные предметы. Собрав все драгоценности, Бабси попадает на бонусный уровень (Белоснежка и семь гномов).
В конце каждого уровня игроку даётся код для перехода на следующий.

## Восприятие
Игра получила смешанные оценки критиков. Обозреватель Electronic Gaming Monthly поставил игре хорошую оценку, указав на качественную графику и звук, отметив среди недостатков плохое управление. Обозреватель GamePro назвал игровой процесс скучным и повторяющимся.